# طوفان آتش (فیلم ۱۹۹۸)
طوفان آتش (به انگلیسی: Firestorm) یک فیلم اکشن و دلهره‌آور آمریکایی محصول سال ۱۹۹۸ به کارگردانی دین سملر با بازی هاوی لانگ، اسکات گلن، ویلیام فورسایت و سوزی آمیس است.

## داستان
در جریان آتش‌سوزی جنگلی در شمال وایومینگ، جسی گریوز (هووی لانگ) دودباز و مربی‌اش وینت پرکینز (اسکات گلن) در حال نجات غیرنظامیان به دام افتاده در آتش‌سوزی جنگل هستند که زنی از آنها التماس می‌کند که دخترش را از یک کابین در حال سوختن نجات دهند. آنها دختر را پیدا می‌کنند، اما وینت توسط یک تریلر مسافرتی که توسط یک انفجار به پرواز در می‌آید مجروح می‌شود. جسی موفق می‌شود وینت را آزاد کند و او و دختر را از یک فلش‌اور نجات دهد. صدمات وینت به این معنی است که او باید از فعالیت فعال به عنوان یک دودپرش بازنشسته شود، اما او به دلیل برنامه بازنشستگی ناکافی خود از ایده بازنشستگی «کامل» خودداری می‌کند. ماه‌ها بعد، گروهی از محکومان ایالت وایومینگ با کمک یک آتش افروز از بیرون، اقدام به فرار می‌کنند که در جنگل آتش می‌زند تا زندانیان برای کمک به آتش نشانان به آنجا برده شوند و به زندانیان فرصت فرار می‌دهند. رندال الکساندر شای (ویلیام فورسایت) که چهار سال قبل ۳۷ میلیون دلار آمریکا را دزدیده بود و آن را در جنگل وایومینگ پنهان کرده بود، هم سلولی خود را می‌کشد و هویت او را می‌گیرد که او و پنج فراری دیگر برای پس گرفتن پول می‌روند. آنها به عنوان آتش نشانان کانادایی ظاهر می‌شوند و جنیفر (سوزی آمیس)، یک تماشاگر پرنده را در طول راه به گروگان می‌گیرند. غافل از اینکه همه آنها از آتش سوزی جنگلی دیگر به دلیل صاعقه یک هفته قبل شروع شده است بی‌خبر هستند و…

## تولید
فیلمنامه این فیلم که بر اساس مشخصات کریس سوث به عنوان پایان‌نامه او برای برنامه فیلمنامه‌نویسی MFA در USC نوشته شده بود، در ابتدا توسط ساوی پیکچرز خریداری شد. زمانی که ساوی پروژه را داشت، فیلم در مقیاس حماسی‌تر، با جلوه‌های بصری و کامپیوتری جامع‌تر بود به سیلوستر استالونه ۲۰ میلیون دلار برای بازی در این فیلم پیشنهاد داد که او پذیرفت. ولی گراهام یوست یک پروداکشن بدون اعتبار روی فیلمنامه انجام داد که توسط چهار نویسنده دیگر در راه تولید بازنویسی شد.

## بازخوردها
این فیلم با نقدهای بسیار منفی روبرو شد و بر اساس ۲۶ نقد، امتیاز ۱۲٪ راتن تومیتوز دریافت کرد. و یک بمب گیشه بود. این فیلم با ۳٫۸ میلیون دلار ناچیز در جایگاه هفتم قرار گرفت (پس از شش فیلمی که همگی حداقل سه هفته قبل اکران شده بودند) و در ایالات متحده در طول اکران خود تنها ۸٫۱ میلیون دلار کسب کرد.